# Apám néhány boldog éve
Pour plus de détails, voir Fiche technique et Distribution.
Apám néhány boldog éve est un film hongrois réalisé par Sándor Simó, sorti en 1977.

## Fiche technique
- Titre : Apám néhány boldog éve
- Réalisation : Sándor Simó
- Scénario : Sándor Simó
- Musique : Zdenkó Tamássy
- Photographie : Tamás Andor
- Montage : Éva Kármentõ
- Société de production : Hunnia Filmstúdió
- Pays :  Hongrie
- Genre : Drame
- Durée : 95 minutes
- Dates de sortie : 
  -  Hongrie : 29 septembre 1977

## Distribution
- Eszter Szakács : Anya
- Loránd Lohinszky : Apa
- Irma Patkós : Irma
- Judit Meszléry : Ilus
- Dezső Garas : Dr. Martin
- Georgiana Tarjan : Jutka
- István Bujtor : Negrelli Zsiga
- József Madaras : Szekeres Ede
- Péter Andorai : Varga Ernõ

## Distinctions
Le film a été présenté en sélection officielle en compétition lors de Berlinale 1978.